# Pontalinda
Pontalinda é um município brasileiro do estado de São Paulo. A cidade tem uma população de 4.196 habitantes (IBGE/2024).

## Topônimo
O nome do município, Pontalinda, deve-se ao fato de os córregos Lajeado e Novo Mundo no seu encontro apresentarem uma linda paisagem.

## História
Pontalinda foi fundada por José Joaquim Lourenção, Adalberto Brandão, Antônio Joaquim de Oliveira (conhecido por Antonio Balde), Etelvino Marques dos Santos e José Rodrigues dos Santos. 
Analisando o processo de ocupação dessa região, constata-se que seu início ocorreu na década de 1920, sendo a última região aberta para dar continuidade ao processo de expansão da cafeicultura paulista. 
A atividade cafeeira englobava o maior contingente de trabalhadores, pois, esta atividade empregava mão-de-obra o ano todo e a demanda aumentava no período de colheita de algodão e amendoim (culturas que surgiram com alguma expressão econômica). 
Devido a geada de 1975 a atividade cafeeira teve sua primeira queda, e a partir de 1977 começou a difundir em Pontalinda uma maior diversificação agrícola, com a introdução do feijão de inverno na região, levando-se em conta esses fatos. A partir de 1985, começou a mudar o panorama agrícola da região, devido ao prolongamento de estiagem de 1985, isto levou praticamente ao fim da cafeicultura; somando-se a isso, o baixo nível tecnológico, o tradicionalismo da cultura do café e a perda da fertilidade dos solos pelo seu uso intensivo, assim como mudanças climáticas da região. 
O perfil sócio econômico da região sofreu grande mudança, pois grande parte de agricultores e trabalhadores rurais transferiram-se para cidades industrializadas da região de Campinas. 
O impacto das mudanças levou alguns agricultores a buscarem alternativas, principalmente na fruticultura, olericultura e atividades de subsistência. Isto fez com que os agricultores se lançassem em busca de conhecimento técnico, já que as novas culturas seriam praticamente desconhecidas, entre elas a citricultura e a cana-de-açúcar, que se expandia em função do excelente desempenho comercial, levando diversos agricultores a implantarem a cultura. 

## Geografia
Localiza-se a uma latitude 20º26'27" sul e a uma longitude 50º31'24" oeste, estando a uma altitude de 435 metros. Possui uma área de 210,2 km².

## Demografia

### População
| Crescimento populacional                             | Crescimento populacional | Crescimento populacional | Crescimento populacional |
| Ano                                                  | População Total          |                          | %±                       |
| ---------------------------------------------------- | ------------------------ | ------------------------ | ------------------------ |
| 2000                                                 | 3 539                    |                          | —                        |
| 2010                                                 | 4 074                    |                          | 15,1%                    |
| 2022                                                 | 4 127                    |                          | 1,3%                     |
| Est. 2024                                            | 4 196                    | [ 4 ]                    | 1,7%                     |
| Fontes: Censos Demográficos IBGE e Estimativas SEADE |                          |                          |                          |

### Dados demográficos
Dados do Censo - 2010
População total: 4.074
- Urbana: 3.381
- Rural: 693
- Homens: 2.160[9]
- Mulheres: 1.914

Densidade demográfica (hab./km²): 19,38
Dados do Censo - 2000
Mortalidade infantil até 1 ano (por mil): 18,64
Expectativa de vida (anos): 69,80
Taxa de fecundidade (filhos por mulher): 2,07
Taxa de alfabetização: 81,96%
Índice de Desenvolvimento Humano (IDH-M): 0,731
- IDH-M Renda: 0,626
- IDH-M Longevidade: 0,747
- IDH-M Educação: 0,819

(Fonte: IPEADATA)

## Infraestrutura

### Comunicações
O sistema de telefones automáticos, assim como o sistema de discagem direta à distância (DDD) com o código de área (0176), foram implantados pela Telecomunicações de São Paulo (TELESP).
Na década de 90 o código DDD da cidade foi alterado para (017), para padronização do sistema telefônico com a telefonia celular que estava sendo implantada em todo o estado.

## Religião
O Cristianismo se faz presente na cidade da seguinte forma:

### Igreja Católica
- A igreja faz parte da Diocese de Jales.[13]

### Igrejas Evangélicas
Entre as igrejas protestantes históricas, pentecostais e neopentecostais, encontram-se na cidade:
- Assembleia de Deus Ministério do Belém.[16][17]
- Congregação Cristã no Brasil.[18]